# Râul Ghimbășel

## Date geografice

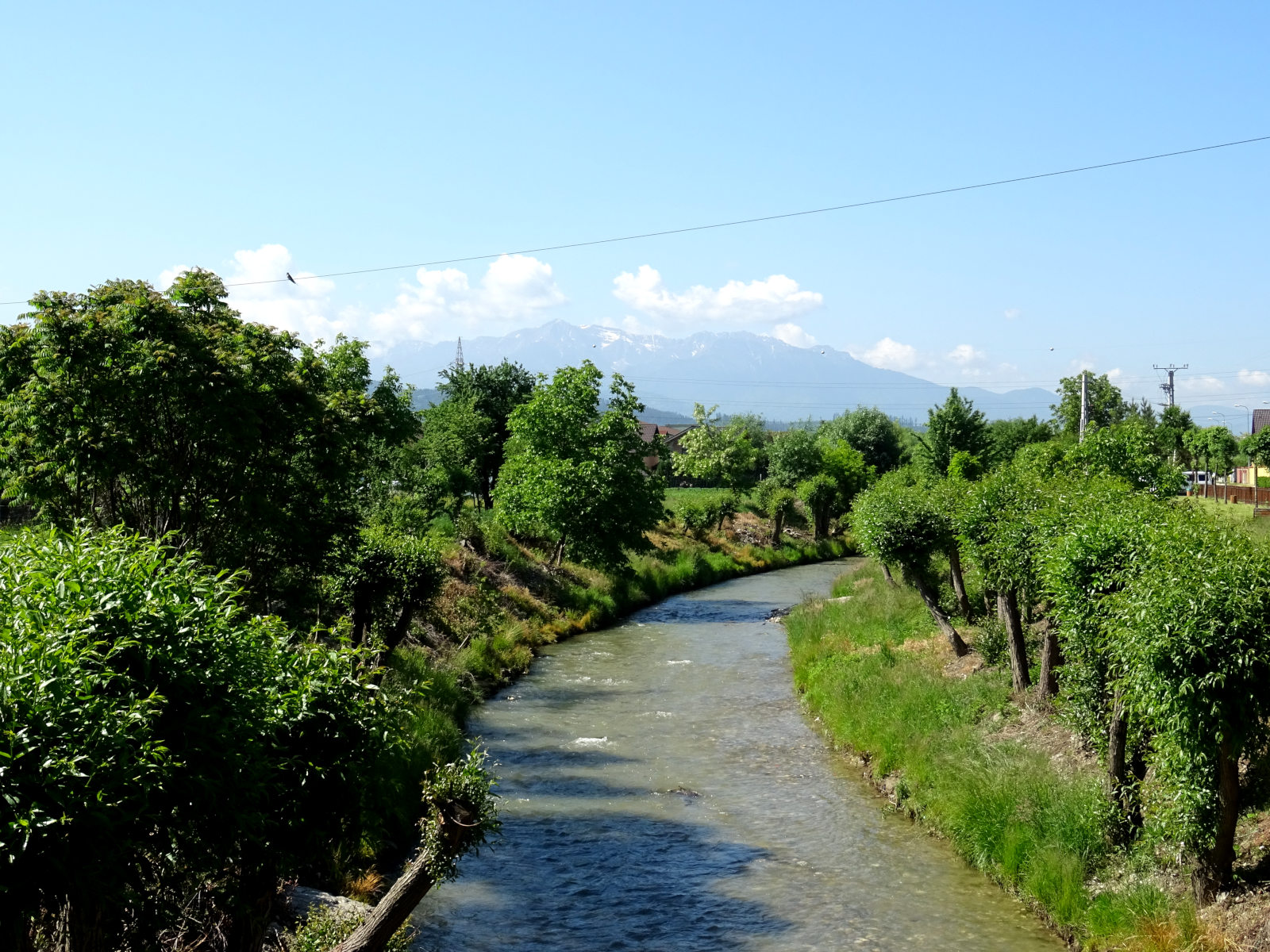
Ghimbășelul în Ghimbav

Râul Ghimbășel sau Râul Ghimbav izvorăște din Munții Bucegi , mai exact de pe Vf. Bucșoiu și se varsă în râul Bârsa, în România. Se formează la confluența brațelor: Pârâul Mare și Pârâul Mic.
În regim natural, râul Ghimbășel se vărsa direct în râul Olt în apropiere de localitatea Bod. Cu ocazia amenajării râului Bârsa, râul Ghimbășel a fost deviat în Bârsa printr-un canal. Fostul curs inferior al Ghimbășelului mai există și servește la evacuarea unor afluxuri locale.

## Ihtiofaună
- Mreană
- Păstrăv de munte
- Porcușor comun
- Clean

## Hărți
- Harta Județului Brașov
- Harta Munților Bucegi  Arhivat în 28 mai 2008, la Wayback Machine.